# الراكب (فلم)
الراكب هو فيلم أكشن وإثارة لعام 2018، من إخراج جومي كوليت سيرا، وكتابة بايرون ويلينجر وفيليب دي بلاسي. يلعب دور البطولة في الفيلم النجم ليام نيسون، بجانب فيرا فارميجا، وسام نيل، وإليزابيث ماكغفرن، وجوناثان بانكس، وباتريك ويلسون.

## القصة
مايكل ماكولي هو ضابط سابق في شرطة نيويورك الذي بدأ بعد تقاعده بالعمل وكيل تأمين في احد شركات التأمين ، يأخذ نفس رحلة القطار اليومية على خط هدسون من تاريتاون إلى محطة غراند سنترال. بعد عشر سنوات من العمل بجد في شركة التأمينات تم تسريحه من وظيفته بشكل مفاجئ من مديره، مما يعرض الحرية المالية والامان المالي لعائلته للخطر. في انتظار اخبار زوجته عن إقالته وابنه، يجلس مع صديقه ميرفي في الشرطة (والذي ما زال على رأس عمله) ويخبره بأقلته، ويتحدثون عن مدير الشرطة الحالي الذي يلقي لاتحية عليهما. يركب القطار متجها للمنزل برحلته المعتاده، لكنه التقى مايكل بامرأة غامضة متزوجة ادعت انه اسمها جوانا، تخبره بعملها حول دراسة سلوك الانسان، وتقترح موقفًا "افتراضيًا": تطلب منه تحديد موقع راكب مجهول شخص اسمه المستعار "برين" يحمل حقيبه فيها شيء مسروق لهم. تخبره جوانا ايضا في حال قبل بهذا العمل أنه سيجد 25000 دولار في الحمام وسيحصل على 75000 دولار أخرى عند الانتهاء من مهمته. في إشارة إلى أن مايكل كان شرطيًا سابقًا، غادرت جوانا ، ووجد مايكل مبلغ 25000 دولار في فتحة التهوية في الحمام.
يحاول مايكل ايجاد المعو برين في القطار الندمكون من عدة مقطورات لكنه يجد صعوبة في ذلك، عندها يحاول مايكل مغادرة القطار بالمال، ولكن أوقفه طفل مراهق صغير مع مغلف يحتوي على خاتم زواج زوجته ، والذي أخبرت بأنه تحذير من جوانا وانهم يراقبونه. يحال الاتصال بزوجته من هاتف صديقه، لكنه يكون غير قادر على الاتصال بزوجته عبر الهاتف، بعدها يقترب بتكتم من زميله المسافر الكبير بالسن والت، وكتب ملاحظة على جريدته للاتصال بالشرطة. يترك مايكل لصديقه الشرطي ميرفي بريدًا صوتيًا يصف الموقف ويتلقى مكالمة من جوانا تهدده هو وعائلته. أخبرته أن القطار مزود بكاميرات خفية وأن ينظر إلى الخارج ، حيث يرى والت مدفوعًا أمام حافلة متحركة يموت بسبب ذلك الحادث المفتعل. تشير جوانا إلى مايكل إلى جهاز تعقب GPS في سترته للزرع في حقيبة برين وبشاهد شاب يسرع للركوب بالقطار في المحطة التي نزل منها والت.
بعد موت والت يتأزم الوضع، عندها يستغل مايكل قدرته على التبليغ عن مشتبه، ويحث قائدًا القطار الذي يعرفه جيدا على إجراء عمليات تفتيش أمني عشوائي، قائلاً إنه لاحظ نشاطًا مشبوهًا من قبل بعض الركاب. لكن عندما حاول قائد القطار تفتيش حقيبة امرأة، احتجت بصوت عالي ولم تسمح له. غادر رجل الذي ركب مؤخرا على الفور ، وتبعه مايكل ، لكن الرجل هاجمه وتم حدوث عراك، استغله مايكل بزرع جهاز التعقب عليه. اتصل ميرفي مرة أخرى وأوضح أن برين هو شاهد رئيسي في حادثة الانتحار المفترضة لمسؤول المدينة إنريكي مينديز، مما دفع مايكل إلى إدراك أن برين ستقتل وأن مايكل يجري إعداده لمعرفة من هو برين. لاحقا في عربة مهجورة ، اكتشف مايكل جثة الرجل الذي وضع جهاز التعقب عليه وشارة تكشف أنه كان عميلًا لمكتب التحقيقات الفيدرالي. تتصل جوانا ، وتعاقب مايكل بسبب تمييزه الشخص الخطأ وتحذيره من أن راكبًا آخر أبلغ الشرطة عن أنشطته المشبوهة ، التي أوقفت القطار للتحقيق. يختبئ مايكل مع الجثة أسفل العربة، وينزل من اسفل القطار للعودة لكنه يخسر 25000 دولار خلال عودته للقطار.
بسبب تخريب في تكييف الهواء في القطار، ينتقل الركاب الباقين للركوب في المقطورة الأخير وأدرك أن راكبًا آخر، أوليفر الذي يحمل جيتار، قتل عميل مكتب التحقيقات الفيدرالي. يكشف أوليفر أنه تلقى نفس التعليمات مقابل 100000 دولار ولكن الاوامر له في لقتل برين بمجرد تحديد مايكل له عبر GPS. يتقاتلان بقوة وشراسة، ويقذف مايكل بأوليفر من النافذة خلال مرور قطار آخر حيث يموت ويحتفظ مايكل بالمسدس. لاحقا يتحدث مايكل مع من بقي من الركاب حول حقيقة ما يحدث معه، ويتذكر الراكب الذي يعمل "بروكير" وتغييره لمقعده، حيث تم الكشف عن أن "برين" فتاة تبلغ من العمر 16 عامًا تدعى صوفيا ترتدي قميص ابيض، وهي تحمل معلومات تدين أشخاص ذوي نفوذ وأقوياء؛ كان الشرطة الذي ينتظرونها في المحطة السابعة لمرافقتها إلى بيت حماية الشهود في المحطة النهائية للقطار. صوفيا تكشف أن إنريكي، ابن عمها، قُتل على أيدي اشخاص يرتدون لباس الشرطة مع ذكر بعض الكلمات التي تتذكره (النبيل .. نُبل..).
تتصل جوانا وتحاول إجبار مايكل على قتل صوفيا (برين) من أجل عائلته ، لكنه يرفض ، وتقوم جوانا بتفجير متفجرات محضرة مسبقا لإخراج القطار عن مساره وقتل كل من كان على متنه. ينقذ مايكل الركاب بفك العربة النهائية عند منحنى في القضبان ، لكن قائد القطار سام يُقتل خلال تفكيك السلسة الواصلة بين المقطورة الاخيرة وبيقية المقطورات. أمر مايكل الركاب بإغلاق نوافذ العربات بالصحف المبتلة قبل وصول قوة شرطة ضخمة. بافتراض أن مايكل يحتجز القطار رهينة ، ترسل السلطات ميرفي للتفاوض معه. عند دخوله إلى العربة ، كشف مرفي عن غير قصد أنه الشرطي الفاسد الذي قتل إنريكي عبر ذكر نفس الكلمات التي ذكرتها برين (صوفيا) "النبيل .. نُبل.." ، ويقاتل هو ومايكل جنبًا إلى جنب. قام مايكل بإزالة بطاقة الهوية الإلكترونية لميرفي التي تميزه عن باقي الركاب، والتي تحدده على أنه "صديق" للرؤية الحرارية لقناصة الشرطة ، مما أدى إلى اعتبار ميرفي خطأً هو مايكل وقتل رمياً بالرصاص من القناصين.
تخبر صوفيا مكتب التحقيقات الفيدرالي بما تعرفه، ويتم تبرئة مايكل من قبل الركاب الآخرين بينما ينقذ مكتب التحقيقات الفيدرالي عائلته. يعترف قائده السابق بأن مورفي وغيره من الضباط الفاسدين قد خضعوا للتحقيق وعرض على مايكل إعادة وظيفته. يكشف مايكل أنه احتفظ بالقرص الصلب الذي قدمته له صوفيا. بعد مرور بعض الوقت، كانت جوانا في قطار عائد من شيكاغو عندما واجهها مايكل ، وأظهر لها شارة المحقق الخاص به ويستعد لاعتقالها.

## الشخصيات
- ليام نيسون بدور مايكل ماكولي
- فيرا فارميغا بدور جوانا
- Patrick Wilson بدور المحقيي ميرفي صديق مايكل
- جوناثان بانكس بدور العجوز والتt
- سام نيل بدور كابتن الشرطة David Hawthorne
- إليزابيث ماكغفرن بدور Karen MacCauley
- كيليان سكوت  [لغات أخرى]‏ بدور FBI Agent Dylan
- شازاد لطيف بدور فينيس
- آندي نيمان بدور توني
- كلارا لاجو بدور ايفا
- رولاند مولر (ممثل) بدور جاكسون
- فلورنس بيو بدور غوين
- إدوارد بلوميل  [لغات أخرى]‏ بدور صديق غوين
- دين-تشارلز تشابمان بدور Danny MacCauley
- إيلا راي سميث بدور صوفيا
- Nila Aalia بدور Sherri
- كوبنا هولدبروك سميث بدور Oliver
- كولين ماكفارلين بدور Conductor Sam
- آدم ناغيتيس بدور Conductor Jimmy
- John Alastair بدور الشرطي O'Neill
- كينجسلي بن أدير بدور العميل الخاص غارسيا
- Damson Idris بدور العميل الخاص دينيس
- بين كابلان بدور فرانك
- ليتيشا رايت بدور جول سكيت بوردر
- بات كيرنان بدور himself

## الانتاج

### بناء الفيلم
In January 2010, أولتند أوسيونسانمي ‏ boarded the action-thriller film as director for the production company غولد سيركل للأفلام ‏, with a screenplay written by Byron Willinger and Philip de Blasi. More than a year later, in August 2011, Julian Jarrold was reported to be directing the film instead. In January 2016, جومي كوليت سيرا closed a deal to direct the film, marking his fourth collaboration with Neeson, and also executive produced through Ombra Films, with partner Juan Sola. The film was produced by ستوديو كنال and The Picture Company.

### Casting
In September 2015, it was announced that ليام نيسون would star in the film. In June 2016, فيرا فارميغا joined, in a role described as "a mysterious woman who boards a commuter train and proposes an enticing opportunity to Neeson's character, one that has dire circumstances if he accepts." The project marks the second working collaboration between Farmiga and Collet-Serra, after 2009's psychological thriller Orphan. On July 13, سام نيل، إليزابيث ماكغفرن, and جوناثان بانكس were added to the principal cast, and in August 2016, Kobna Holdbrook-Smith joined in an undisclosed role. The same month, Patrick Wilson joined the cast as a trusted friend of Neeson's character.

### التصوير
التصوير الرئيسي began on July 25, 2016, at استديوهات باينوود ‏ in باكينغهامشير, England, and continued in نيويورك. Neeson and McGovern were spotted on the set of the film at Worplesdon railway station in سري (مقاطعة) on September 18, 2016.

## روابط خارجية
- مقالات تستعمل روابط فنية بلا صلة مع ويكي بيانات